# Jean-Baptiste van Loo
Jean-Baptiste van Loo (14 de enero de 1684 - 19 de diciembre de 1745) fue un pintor francés.

## Biografía

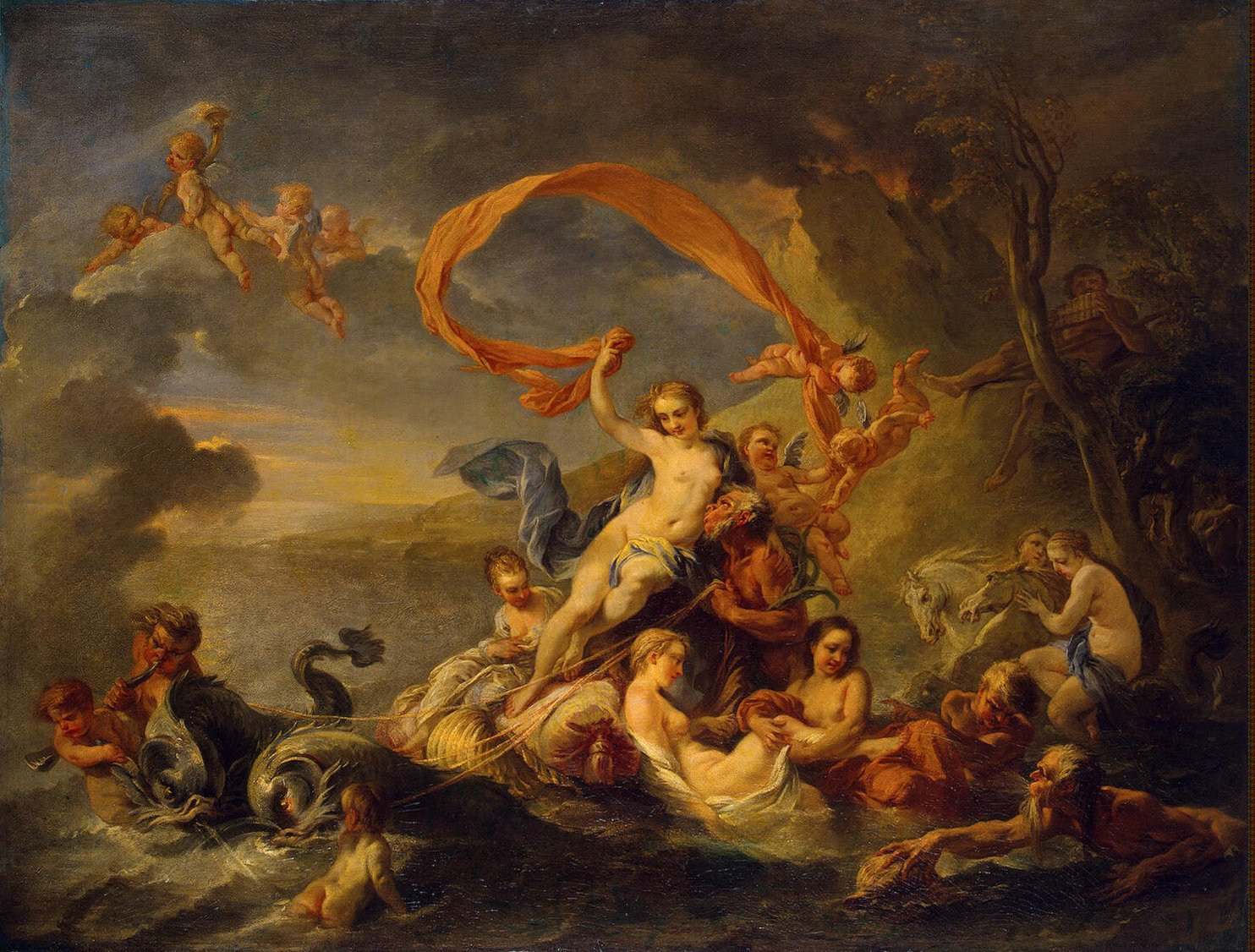
El triunfo de Galatea por Jean-Baptiste van Loo.

Nació en Aix-en-Provence, en el seno de una familia de artistas de origen holandés. Junto a su padre, Louis-Abraham van Loo, realizó sus primeros trabajos destinados principalmente a la decoración pictórica de templos provenzales.
Su valía fue reconocida muy pronto por el Príncipe de Carignan, quien le envió a Roma para que avanzara en sus estudios artísticos de la mano de Benedetto Luti. En Italia realizaría grandes obras, como los frescos de Santa María de Monticelli, o cuadros para la corte del Duque de Saboya en Turín. Después marcharía a París, donde fue elegido miembro de la "Académie Royale de Peinture et de Sculpture". En la capital francesa ejecutaría varios lienzos para retablos y sería el encargado de restaurar las obras de Francesco Primaticcio en Fontainebleau.
En 1737 marcha a Inglaterra, donde Jean-Baptiste desarrolla definitivamente y con gran éxito su faceta de retratista. Su repentina vuelta a París por motivos de salud en 1742, truncó su trayectoria como pintor de la aristocracia inglesa, falleciendo en 1745.
Tres de sus hijos continuaron el oficio paterno con éxito, Louis-Michel van Loo (1707-1771), Charles-Amédée-Philippe van Loo (1719-1795) y François van Loo (1708–1732). Otra de sus discípulas sería Françoise Duparc, pintora de origen hispano-francés que lo tuvo como maestro durante su etapa inglesa.